# Brusselse Opstand
De Brusselse Opstand in 1303-1306 was een mislukte poging van de ambachten van Brussel om tot een machtsdeling met het patriciaat te komen. Hij was deel van een grotere golf stadsrevoltes in de Zuidelijke Nederlanden, die ook tot uiting was gekomen in de Guldensporenslag in het graafschap Vlaanderen. De gebeurtenissen zijn gekend uit een reeks diplomatieke akten en uit een kroniek die Jan van Boendale kort na de feiten schreef.

## Verloop
In maart 1303 kwam het gemeen van Mechelen in opstand. Hertog Jan II van Brabant moest een maandenlang beleg slaan en ontving daarvoor 2500 pond van Brussel. Daar revolteerde het volk in mei en bekwam het een aantal toegevingen. In het stadsbestuur kregen de schepenen het gezelschap van gezworen bijzitters onder leiding van een communemeester. De lakengilde werd opengesteld voor niet-patriciërs. Het is denkbaar dat het oude patriciaat de bede van de hertog had geweigerd en dat nieuwe elites, waaronder rijke ambachtslieden, hem te hulp waren gekomen in ruil voor medezeggenschap over het bestuur van stad en gilden.
Eind 1305 vroeg de hertog om een nieuwe bede. In de verhitte sfeer werd een knecht verwond door een heer en braken onlusten uit. De opstand radicaliseerde en de steenen van patriciërs werden geplunderd, ondanks een poging tot tussenkomst van hertogin Margaretha (die zichzelf in het nauw bracht). In de aanloop naar kerstavond zochten vele patriciërs een veilig heenkomen in Tervuren en Vilvoorde bij de hertog. Een ander deel bleef participeren in het nieuwe bewind. De hertog bereikte een vergelijk met de oude elites over zijn bede en probeerde hun resterende twijfel weg te nemen met garanties over ordeherstel en schadevergoeding. Binnen de stadsmuren ontstond stilaan een patstelling, waarbij het nieuwe bewind de aspiraties van het volk niet kon inlossen. Het deed een aanbod van onderwerping aan de hertog, die het afwees.
De commoignie besloot dan op 1 mei om onder banieren de hertog en het patriciaat tegemoet te treden. Ze waren voorbereid op strijd, maar mogelijk was hun machtsvertoon ook een ultieme poging om te onderhandelen. In de Vilvoordse beemden kwamen ze oog in oog te staan met de hertogelijke partij. Onzeker over hun bedoelingen gaf hertog Jan zijn ruiters het bevel tot de aanval. Er brak een gevecht uit waarbij zeventig doden vielen. Ook het strijdros van de hertog sneuvelde. De overlevenden vonden hun weg terug naar de stad, waar hen in de cryptische bewoordingen van Boendale nog quade avonturen wachtten. Een aantal leidende wevers en volders werd ter dood veroordeeld en levend begraven (een vernederende executiemethode die normaal enkel op vrouwen werd uitgevoerd). Vele anderen werden verbannen.

## Uitkomst
Na de nederlaag van het gemeen kregen de oligarchen opnieuw de macht over stad en gilden. Toch mag deze restauratie niet zomaar gezien worden als een volledige terugkeer naar de status quo ante. In de oorkonden van 1306 duiken voor het eerst de zeven Geslachten van Brussel op (zo'n 300 families in de 14e eeuw). Aanvankelijk dachten historici dat het ging om clans die ook voordien aan de macht waren, maar steeds meer neigt men ertoe het als een herijking binnen het patriciaat te zien. Eerder al hadden de interne vetes aanleiding gegeven tot de Keure van 1229, die een vredesregeling inhield. Het is niet onlogisch dat de opstand werd aangegrepen om de machtsconcentratie te milderen door zeven geslachten te institutionaliseren en hen elk één schepenambt toe te wijzen. In die richting wijst ook de wachttijd van één jaar voor uittredende schepenen, die in 1306 werd ingevoerd.
De in 1303 bereikte liberalisering van de lakennijverheid bleef deels overeind. Handenarbeiders werden weliswaar uitgesloten van lidmaatschap en de leiding (twee dekens en acht bestuurders) was terug voorbehouden aan patriciërs. Het wantrouwen jegens volders en wevers was groot. Ze mochten geen wapens meer dragen en niet meer binnen de stadsmuren overnachten (hun wijk lag rond de Kapellekerk net erbuiten).

## Akten
Het verloop van de gebeurtenissen kan mee worden gereconstrueerd uit zeven hertogelijke en stedelijke akten:
- 21 februari 1306: hertogelijke steunbetuiging aan de zeven geslachten.
- 4 maart 1306: hertogelijke garantie aan de zeven geslachten inzake vergoeding van toekomstig ordeherstel
- 19 maart 1306: belofte van het opstandige stadsbestuur om de door de hertog te treffen beslissing na te leven
- 19 maart 1306: quasi-identieke belofte van stadsbestuur, ambachten en geslachten gericht aan getuigen (edelen en steden)
- 12 juni 1306: hertogelijke oorkonde met politiek-sociale toezeggingen (privileges)
- 12 juni 1306: hertogelijke oorkonde met sociaal-economische maatregelen
- 7 juni 1312: hertogelijke kwitantie m.b.t. een stedelijke schadevergoeding voor kosten van de slag en de terechtstellingen

## Voetnoten
1. ↑  Brabantsche Yeesten, V:6, 415-500
2. ↑  Waarschijnlijk lagen deze beemden op het grondgebied van het huidige Schaarbeek en Evere.